# Бібіана Штайнгаус
Бібіа́на Штайнга́ус (нім. Bibiana Steinhaus; нар. 24 березня 1979 року, Бад-Лаутерберг, Німеччина) — німецький футбольний арбітр. Перша жінка, яку призначили головним суддею на гру німецької бундесліги. 

## Кар'єра
Працювала на таких турнірах як:
- чемпіонат світу серед жінок віком до 20 років 2008;
- чемпіонат Європи серед жінок 2009;
- чемпіонат світу серед жінок віком до 20 років 2010;
- чемпіонат світу серед жінок 2011 [1].

10 вересня 2017 року дебютувала у бундеслізі як головний арбітр. Матч між берлінською «Гертою» і бременським «Вердером» завершився внічию (1:1).

## Особисте життя
Одружена з колишнім англійським футбольним суддею Говардом Веббом. Хобі: спорт, читання і подорожі.

## Нагороди
- Спортсменка 2007 року в Ганновері
- Найкращий суддя Німеччини: 2007, 2008, 2009 і 201
- Найкраща жінка-рефері десятиліття за версією IFFHS 2011–2020[3]